# Aeropuerto de Corozal
El aeropuerto de Corozal (IATA: CZH) es un aeropuerto situado en Corozal, Belice. Se encuentra en Ranchito Village, al sur de la entrada a Corozal, por lo que también se conoce como aeropuerto de Ranchito.

## Servicios regulares
| Aerolíneas      | Destinos               |
| --------------- | ---------------------- |
| Maya Island Air | San Pedro, Orange Walk |
| Tropic Air      | San Pedro              |